# 王满堂
王滿堂，亦稱為王浣衣 ，霸州平民王智之女，中國明朝明武宗朱厚照的寵姬。

## 生平
《明武宗毅皇帝實錄》正德十六年二月乙酉條有王滿堂的詳細記載，可知她是霸州平民王智之女，曾因容貌美艷而被選入宮，後來她被遣返回家，深以為恥，不肯嫁人。王滿堂被遣返回家後，多次夢見異象，夢中說將會有個叫趙萬興的人來提親，此人將極為顯貴。有一位常出入王智家的僧人知悉她的夢，說了出去。精通妖術的道士段鋹聽聞此事後，賄賂那位僧人，讓他對王智說：「爾家明日當有大貴人至。」次日，段鋹到訪王智家，王家人詢問他的姓名，竟發現他與王滿堂夢中聽到的男子姓名相符。王家歡呼拜迎，立即將王滿堂嫁給他。隨後，段鋹拿出妖書傳播、煽動百姓，追隨者日益增多。他擔心事情敗露，便帶王滿堂逃往山東嶧縣，儒生潘依道、孫爵亦持杖追隨，稱他為臣主。段鋹又僭越稱帝，改元「大順平定」，在牛蘭、神仙二山之間活動。最終，有新城人抓獲段鋹並繳獲其妖書。巡撫和按察官上報此事後，明武宗下詔將段鋹、潘依道與孫爵斬於市集，釋放被段鋹迷惑的愚民，而段鋹之妻王滿堂則被赦免，送往浣衣局，其後入豹房侍奉明武宗。明武宗駕崩之後，她又被送回浣衣局。《勝朝彤史拾遺記》中王滿堂的記載大致與實錄相同，但稍有不同之處，該書提到王滿堂「以麗色，嘗與選嬪宮，既而罷歸」，似乎表示其參與的是正式的妃嬪選拔，該書又詳細記載王滿堂以官奴身份被送往浣衣局，後入豹房，極受明武宗的寵愛，嘉靖帝繼位後，她回到浣衣局，眾人稱其為「王浣衣」。然而，《明史》對王滿堂的生平有另外一種記載，稱王滿堂姿態姝麗，江彬將她進獻到豹房後，「大被寵幸」，不久被放歸回家。其夫被斬後，王滿堂被召回宮中，「寵幸如故」。此說法與《明武宗毅皇帝實錄》、《勝朝彤史拾遺記》等史料的說法，差異頗大。

## 備註
1. ↑  王滿堂初次入宮時間不詳，朱國禎撰《湧幢小品》稱其「正德初，嘗與選入內，旣而罷歸」[2]。另外，沈德符撰《萬曆野獲編》稱王滿堂「曾預選入內廷，不得留罷歸」[3]。
2. ↑  潘依道之妻王氏、孫爵之妻孔氏及王滿堂等俱送入浣衣局，其餘家屬免於連坐[4]。
3. ↑  浣衣局可被用作收容幼女與民間婦女的地方。根據《明武宗毅皇帝實錄》的記載，正德十五年正月，工部曾上奏稱浣衣局收容的幼女極多，每年需用柴炭高達十六萬斤，請求增加供給，獲得明武宗的批准。當時，許多親信佞臣將年幼的女孩進獻給明武宗，且明武宗多年巡幸各地，沿途選拔的民間婦女中，帶回宮的都安置在浣衣局內，導致浣衣局人滿為患，飲食供應不足，每天都有人餓死，皇帝也不過問[5]。